# Anthropisation
« Anthropique » redirige ici. Pour l’article homophone, voir Entropique.
Pour l’article homonyme, voir Principe anthropique pour le principe métaphysique.

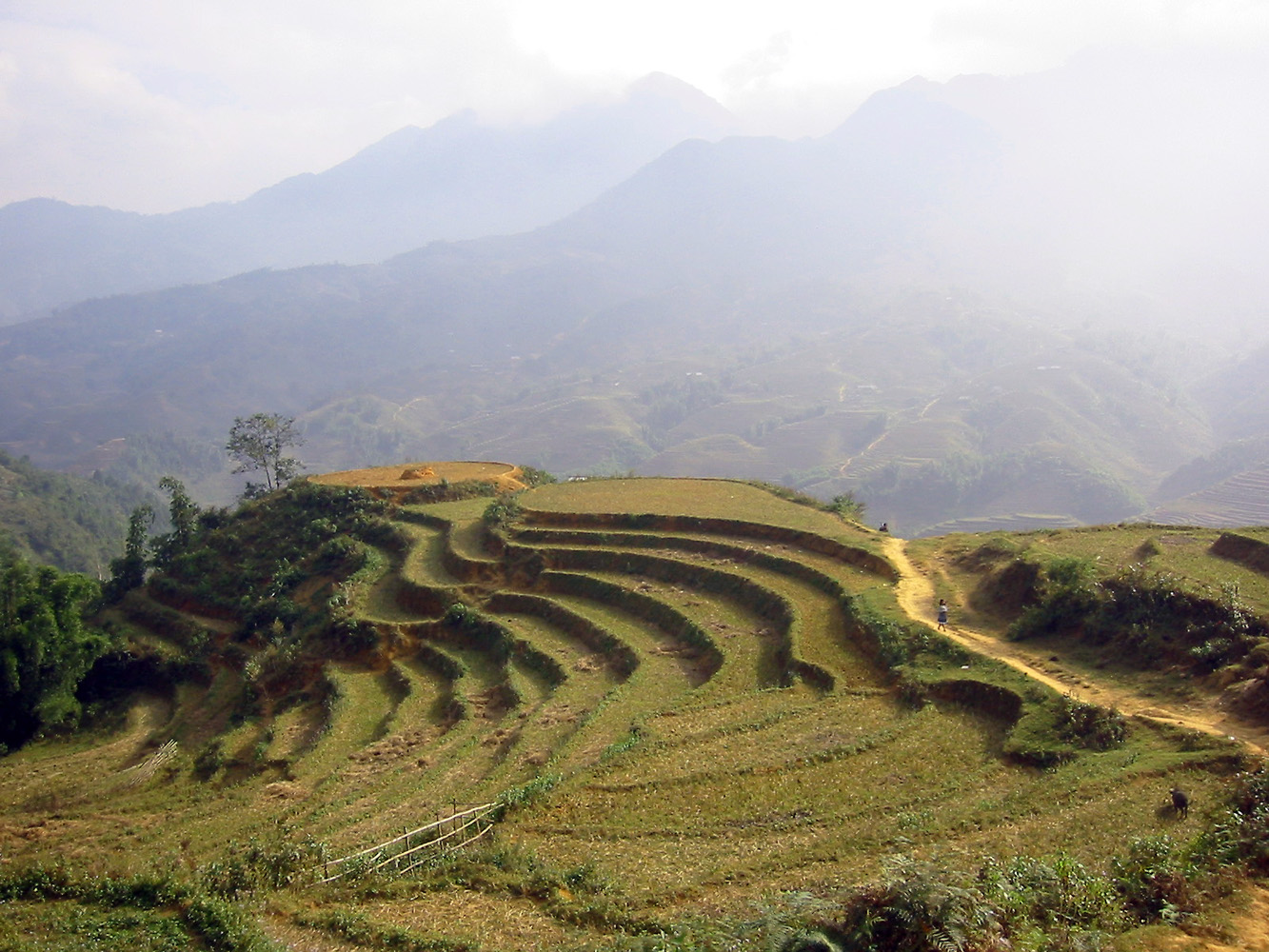
Un exemple d'anthropisation avancée du paysage : la culture du riz en terrasses, ici au Viêt Nam.

En géographie et en écologie, l'anthropisation est la transformation de l'environnement (sols, roches, espaces, paysages, écosystèmes, milieux semi-naturels) par la présence de l'être humain ou son action (notion d'anthroposphère, ensemble des écosystèmes artificiels),. C'est à proprement parler une artificialisation. Toutefois, dans des contextes politiques et législatifs, l'artificialisation prend des sens spécifiques.
Un milieu est dit anthropisé quand il s'éloigne de la naturalité.

## Déboisement
La déboisement ou la modification de forêt sont le premier stade de l'artificialisation des sols.

## Impacts de l'anthropisation sur l'eau
L'homme a fortement modifié le tracé et les cours de milliers de fleuves et rivières, il a drainé, comblé, modifié ou créé de nombreuses zones humides. Les pompages ont vidé des mers (mer d'Aral) ou surexploité de nombreuses nappes phréatiques.
Et la plupart des eaux portent les traces de l'être humain (pesticides, nitrates, phosphates, hydrocarbures, particules de plastiques, etc.). Par exemple, en 2013, le taux de nitrates des nappes est en moyenne de 23 milligrammes de nitrates par litre d’eau, et bien plus élevé dans les zones les plus polluées.

## Anthropisation des sols et paysages
L'érosion anthropique d'un relief, des sols ou d'un modelé naturel est l'ensemble des processus de dégradation du relief et des sols dû à l'action humaine. Le terme provient du grec ancien ἄνθρωπος / ánthrōpos, « être humain ».
Dire que le changement climatique est d'origine anthropique, signifie que les activités humaines sont, pour tout ou partie importante, la cause d'un dérèglement climatique.
Des espaces peuvent être qualifiés d'anthropisé bien qu'ils aient une apparence naturelle, comme les prairies et pâtures transformation par l'homme du biome des prairies, savanes et brousses tempérées, ou des forêts par déforestation. La détection des marques de l'anthropisation peut être difficile étant donné qu'elle implique de connaître ou estimer l'état d'un milieu ou paysage avant toute action sensible de l'homme, et parce qu'elle peut être fort ancienne (de l'ordre du siècle ou de dizaines de millénaires parfois).
L'élevage, l'écobuage et l'agriculture ont été parmi les premiers leviers par lesquels l'espèce humaine a transformé sensiblement un milieu. Ceci date du Néolithique, avec les premiers défrichements. La chasse, en faisant disparaître les grands prédateurs ou certains grands herbivores, a aussi eu des conséquences écopaysagères. Le drainage, la poldérisation, la canalisation, parce qu'ils modifient le cycle de l'eau, son volume, son infiltration voire sa qualité, ont aussi été de puissants facteurs d'artificialisation des paysages et écosystèmes.
Les phénomènes de dérangement et de surfréquentation/surexploitation, respectivement par les conséquences directes et indirectes qu'ils ont sur la faune et la flore et les sols, sont aussi source d'anthropisation des milieux et écosystèmes. Il en va de même pour les introductions d'espèces exotiques envahissantes.
L'anthropisation du littoral consiste en une migration des populations vers les littoraux et la maritimisation de l'économie, qui a accompagné le développement des transports maritimes intercontinentaux et des grands ports maritimes (zones industrialo-portuaires).

## Évaluation de l'anthropisation
Elle se fait généralement via des observatoires du paysage et des observatoires de la biodiversité, sur la base d'inventaires naturalistes et d'études s'appuyant sur le modèle « État-Pression-Réponse », par rapport à un état-zéro environnemental et écopaysager dans la mesure du possible.
L'anthropisation trop intense peut conduire à des pièges évolutifs.

## Hypothèse du lien entre anthropisation et émergence des maladies à coronavirus
Bruno Canard, directeur de recherche CNRS, relève que « les coronavirus responsables des épidémies de SRAS (syndrome respiratoire aigu sévère), du MERS (Middle East Respiratory Syndrom) et du SARS-CoV-2 proviennent de virus issus du monde animal qui ont franchi la barrière inter-espèces ». Il estime ainsi que « l’anthropisation globale du monde favorise l’émergence de virus qui étaient jusqu’à présent cachés chez les animaux et étaient maintenus dans leurs habitats naturels par une biodiversité importante ». Il souligne que « plusieurs études ont d’ailleurs démontré que la biodiversité est le meilleur rempart contre les émergences virales ».
Selon quatre experts mondiaux s'appuyant sur les résultats des rapports d'évaluation de la Plateforme intergouvernementale scientifique et politique sur la biodiversité et les services écosystémiques, « La déforestation effrénée, l’expansion incontrôlée de l’agriculture, l’agriculture intensive, l’exploitation minière et le développement des infrastructures, ainsi que l’exploitation des espèces sauvages ont créé les « conditions parfaites » pour la propagation des maladies de la faune aux humains. Cela se produit souvent dans les zones où vivent les communautés les plus vulnérables aux maladies infectieuses ».